# 제2차 산업 혁명
제2차 산업 혁명(第二次 産業 革命, Second Industrial Revolution)은 산업 혁명의 두 번째 단계를 표현하기 위해 사학자에 의해 사용되는 단어이다. 19세기 말부터 20세기 초의 기간을 일컫는다. 이 기간에는 영국 외에도 독일, 미국의 공업 생산력이 올라왔기 때문에 영국과의 상대적인 개념으로 이들 국가의 기술 혁신을 강조할 때 특히 사용됐다.
이 시대에는 화학, 전기, 석유 및 철강 분야에서 기술 혁신이 진행되었다. 소비재를 대량 생산하는 구조적 측면의 발전도 있었고, 식료품 및 음료, 의류 등의 제조 기계와 더불어 가공, 운송 수단의 혁신, 심지어 오락 분야에서도 영화, 라디오와 축음기가 개발되어 대중의 요구에 부응했을 뿐만 아니라 고용의 측면에서도 크게 기여했다. 그러나 생산 확대는 오래 지속되었던 대불황 (1873년 - 1896년)과 이른바 신제국주의로 연결되는 요소가 되었다.

## 시대의 정의

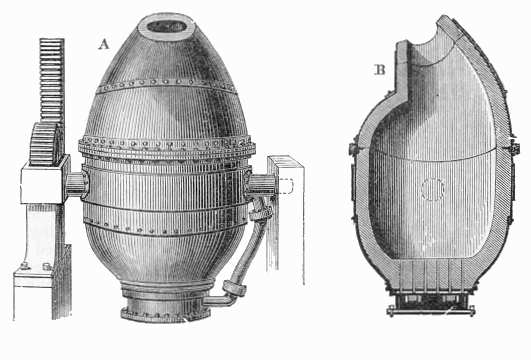
베서머 전로

미국에서는 토머스 에디슨, 니콜라 테슬라와 조지 웨스팅하우스가 이끄는 전기의 이용 및 프레드릭 테일러에 의해 추천된 과학적 관리법은 세계에 선행하는 것이었다. 과거에 ‘제2차 산업 혁명’이라는 말이 대중지와 기술자, 사업가에 의해 사용될 수 있었지만, 이것은 제1차 세계 대전 이후 새로운 기술이 확산되었을 때의 변화를 일컫는 말이었다. 원자력의 위험과 혜택에 대한 논의가 고조되어 우주 개발에 대한 논란보다 크고 길게 이어졌지만 모두 (개별적으로 또는 함께) 다른 산업 혁명으로 이끈 것으로 인식되고 있다. 21세기 초에는 분자 나노 기술이 사회에 미치는 가설적 기대 효과를 표현할 때 ‘제2차 산업 혁명’이라는 말이 사용되었다. 이 명제 최근 시나리오는 나노 제조 기술이 오늘날의 제조 공정의 거의 대부분이 시대에 뒤떨어진 것이며, 경제의 모든 면에서 충격을 낳는다는 것이다.

## 기술 혁신
이 시대에 주목할 만한 발명은 증기 동력으로 회전하는 인쇄기를 들 수 있다. 이것은 19세기 초에 발명된 무한 두루마리 제지 기계의 발명에서 발전해온 것이었다. 기계적 식자는 라이노 타입과 모노 타입이 도입되어 혁신이 일어났다. 이러한 혁신의 의미는 적어도 영국에서는 지식의 보급이었으며, 1870년대 종이에 걸려 있던 관세가 철폐되었고, 생산 비용도 저렴해져 기술 관련 저널리즘이나 정기 간행물의 성장이 촉진되었다.
이 시대에는 발명과 그 응용이 이전 시대보다 더 널리 보급되었다. 미국에서는 공구의 발전도 다른 기계에서 사용하는 정밀 부품 제조를 가능하게 했다. 소비재 생산을 위해 제조 라인이라는 아이디어도 도입되었다.
또한 전기가 보급되었는데 이와 관련된 대표적인 발명품이 테슬라 코일, 백열 전구, 교류 전기 등이 있다.

## 원동기
18세기에 영국에서 개발된 증기 기관은 유럽이나 기타 국가에서 산업 혁명의 진행과 함께 19세기에 걸쳐 천천히 수출되어 갔다. 이와는 대조적으로 제2차 산업 혁명에서는 일부 국가에서 내연 기관의 실용화가 진행되어, 그 개념에 대한 보급도 빠르게 진행되었다. 예를 들면 첫 석탄 가스로 움직이는 내연 기관은 프랑스의 에티엔느 르느와르가 개발했지만, 경공업에서 고정식 동력으로 한정된 응용 밖에 되지 않았다.
1870년대의 프랑스는 초기 자동차의 원동력으로 내연 기관을 적용하는 시도가 이루어지고 있었지만, 양산까지는 이르지 못했다. 연료로 석탄 가스 대신 석유를 사용하여 혁신을 이룬 것은 독일 고틀리프 다임러이며, 이것이 몇 년 후에는 자동차에 적용되었다. 또한 이후 미국의 헨리 포드가 내연 기관을 대량 생산하여 사회에 큰 충격을 주었다. 2주기 석유 내연 기관은 영국의 학자 조셉 데이에 의해 발명되었지만, 이 특허를 미국의 기업이 사용하여 ‘가난한 이들의 다리’인 오토바이, 모터 보트 및 펌프가 되었고, 전력이 보급되기 전에 작은 공장에 싸고, 믿을 수 있는 원동력이 되었다.
그리고 스페인 독감과 세계 제 1차 대전이 발발한 1900년대 초반, 인구 수가 급감하자 노동자들의 임금은 수직상승했고 기업인들은 자동화 기계에 관심을 갖기 시작했다. 그리하여 제 2차 산업 혁명이 일어났다는 주장또한 존재한다.

## 독일
독일 제국은 제2차 산업 혁명 도중 유럽의 주요 공업국으로 부상했다. 여기에는 세 가지 요소가 작용했다.
1. 첫째, 독일은 산업화에서는 영국의 뒤를 쫓았지만, 공장 등은 영국을 모방함으로써 자본과 노력과 시간을 절약할 수 있었다. 독일이 최신 기술을 사용할 수 있었던 반면, 영국은 비교적 오래된 기술을 계속 사용했기 때문에 과학적인 돌파구가 있어도 그 성과를 자유롭게 사용할 수 없었다.
2. 둘째, 화학 및 기초 연구의 발전은 독일 쪽이 영국보다 더 많은 투자가 이루어졌다. 19세기 말 루돌프 디젤에 따르면 디젤 엔진의 발명도 산업의 효율화에 크게 공헌했다.
3. 셋째, 독일은 카르텔(기업 연합)의 구조가 효율적으로 집약되어 유동 자산도 효과적으로 사용할 수 있었다.

1870년에서 1871년 프로이센-프랑스 전쟁의 결과로 독일은 프랑스로부터 배상금을 손에 넣을 수 있었고, 그래서 철도와 같은 기반 시설에 많은 투자를 했기 때문이라고 생각하는 사람도 있었다. 그 결과, 새로운 제철 기술을 사용한 교통 수단을 사용하여 대형 시장에 제품을 공급할 수 있었다. 독일은 알자스로렌 지방의 합병에 이어 많은 대형 공장도 손에 넣었다.

## 공장 노동자
제 제2차 산업 혁명의 시대는 이전의 산업 혁명 때와 사실상 마찬가지로, 상당수의 뉴도시 노동자가 공장 노동자로 전환되었고, 그 밖에 세입 유동이 없기 때문에 실업이 일상화되었고, 저임금 노동력이 일상화되었다. 또한 화이트 칼라 노동자의 수가 현저하게 증가하여 노동 조합에 참여하는 사람의 숫자도 늘었다.

## 같이 보기
- 제1차 산업혁명
- 산업혁명
- 과학 혁명
- 자본주의의 역사
- 화학 혁명
- 디지털 혁명
- 인더스트리 4.0
- 녹색 혁명
- 정보 혁명
- 나노 기술
- 콘드라티예프 파동
- 기계시대
- 신석기 혁명
- 수에즈 운하
- 독일의 경제사
- 일본의 경제사